# Jesko Raffin
Jesko Raffin (Zurigo, 12 giugno 1996) è un pilota motociclistico svizzero.

## Carriera
Dopo aver partecipato a competizioni nazionali in Germania, debutta nella classe Moto2 del motomondiale nel 2012, correndo i Gran Premi di Aragona, Giappone e Malesia in sostituzione dell'infortunato Randy Krummenacher sulla Kalex Moto2 del GP Team Switzerland. Nel 2014 vince il titolo nella categoria Moto2 del campionato spagnolo velocità.
Nel 2015 diventa pilota titolare nella classe Moto2 del motomondiale, alla guida della Kalex del team sports-millions-EMWE-SAG, senza ottenere punti. Nel 2016 è ancora pilota titolare in Moto2, con la stessa moto e lo stesso team della stagione precedente. In occasione del Gran Premio di Spagna ottiene i primi punti in carriera nel contesto del motomondiale. Decide di non prendere parte al Gran Premio di Catalogna, in segno di lutto e di rispetto verso Luis Salom (suo compagno di squadra nel team SAG) deceduto durante le prove libere. Ottiene come miglior risultato un ottavo posto in Germania e termina la stagione al 25º posto con 14 punti.
Nel 2017 rimane nella stessa classe ma si trasferisce al team Garage Plus Interwetten, con compagno di squadra lo spagnolo Iker Lecuona. Ottiene come miglior risultato un quarto posto in Australia e termina la stagione al 20º posto con 26 punti. Nel 2018 corre nella categoria Moto2 del campionato spagnolo velocità dove vince il titolo. Nello stesso anno corre nella classe Moto2 del motomondiale i Gran Premi di San Marino, Aragona, Giappone, Australia, Malesia e Comunità Valenciana sulla Kalex del team SAG in sostituzione di Alejandro Medina, totalizzando 10 punti.
Nel 2019 corre in Moto2 nei Gran Premi di Qatar, Argentina e Americhe sulla NTS in sostituzione del convalescente Steven Odendaal, per prenderne definitivamente il posto per qualche altro Gran Premio, e nel Gran Premio d'Aragona sulla Kalex del team Dynavolt Intact GP in sostituzione dell'infortunato Marcel Schrötter. Nello stesso anno corre in MotoE con il team Dynavolt Intact GP, chiudendo all'8º posto con 47 punti; in Moto2 totalizza 6 punti.
Nel 2020 è pilota titolare del team NTS RW Racing GP, con compagno di squadra Bo Bendsneyder. Non prende parte alla gara del Gran Premio di Andalusia per problemi fisici (presunta un'infezione virale), rientrando poi a correre solo nel Gran Premio di San Marino, dove chiude la gara anzitempo per gli stessi problemi. Non continua la stagione venendo sostituito da Dominique Aegerter e Piotr Biesiekirski. Superati i problemi fisici torna a gareggiare e, nel 2024 prende parte al mondiale Endurance nella categoria Superstock.

## Risultati nel motomondiale

### Moto2
| 2012 | Classe | Moto  |  |  |  |  |  |  |  |  |  |    |  |  |  |    |    |    |  |  |  | Punti | Pos. |
| ---- | ------ | ----- |  |  |  |  |  |  |  |  |  | -- |  |  |  | -- | -- | -- |  |  |  | ----- | ---- |
| 2012 | Moto2  | Kalex |  |  |  |  |  |  |  |  |  | NE |  |  |  | 27 | 28 | 18 |  |  |  | 0     |      |

| 2015 | Classe | Moto  |    |    |    |    |    |    |    |    |    |    |    |    |     |    |    |    |    |    |  | Punti | Pos. |
| ---- | ------ | ----- | -- | -- | -- | -- | -- | -- | -- | -- | -- | -- | -- | -- | --- | -- | -- | -- | -- | -- |  | ----- | ---- |
| 2015 | Moto2  | Kalex | 22 | 24 | 28 | 25 | 24 | 23 | 24 | 21 | 21 | 17 | 26 | 21 | Rit | 20 | 17 | 17 | 21 | 24 |  | 0     |      |

| 2016 | Classe | Moto  |    |    |    |    |    |    |    |    |   |    |    |    |    |    |    |    |    |    |  | Punti | Pos. |
| ---- | ------ | ----- | -- | -- | -- | -- | -- | -- | -- | -- | - | -- | -- | -- | -- | -- | -- | -- | -- | -- |  | ----- | ---- |
| 2016 | Moto2  | Kalex | 18 | 23 | 21 | 14 | 23 | 26 | NP | 18 | 8 | 24 | 24 | 17 | 15 | 20 | 17 | 13 | 16 | 17 |  | 14    | 25º  |

| 2017 | Classe | Moto  |    |    |    |    |    |    |    |    |    |    |    |    |   |    |    |   |    |    |  | Punti | Pos. |
| ---- | ------ | ----- | -- | -- | -- | -- | -- | -- | -- | -- | -- | -- | -- | -- | - | -- | -- | - | -- | -- |  | ----- | ---- |
| 2017 | Moto2  | Kalex | 14 | 13 | 21 | 20 | 23 | 23 | 23 | 17 | 16 | 29 | 18 | 27 | 9 | 23 | 25 | 4 | 15 | 21 |  | 26    | 20º  |

| 2018 | Classe | Moto  |  |  |  |  |  |  |  |  |  |  |  |  |    |    |  |    |   |    |    | Punti | Pos. |
| ---- | ------ | ----- |  |  |  |  |  |  |  |  |  |  |  |  | -- | -- |  | -- | - | -- | -- | ----- | ---- |
| 2018 | Moto2  | Kalex |  |  |  |  |  |  |  |  |  |  |  |  | 15 | 23 |  | 20 | 8 | 19 | 15 | 10    | 22º  |

| 2019 | Classe | Moto        |    |    |    |  |  |  |  |  |  |  |  |  |  |    |    |    |    |    |  | Punti | Pos. |
| ---- | ------ | ----------- | -- | -- | -- |  |  |  |  |  |  |  |  |  |  | -- | -- | -- | -- | -- |  | ----- | ---- |
| 2019 | Moto2  | NTS e Kalex | 14 | 15 | 16 |  |  |  |  |  |  |  |  |  |  | 20 | 21 | 19 | 13 | 20 |  | 6     | 27º  |

| 2020 | Classe | Moto |    |    |    |     |     |     |     |     |     |     |     |     |     |     |     |  |  |  |  | Punti | Pos. |
| ---- | ------ | ---- | -- | -- | -- | --- | --- | --- | --- | --- | --- | --- | --- | --- | --- | --- | --- |  |  |  |  | ----- | ---- |
| 2020 | Moto2  | NTS  | 23 | 21 | NP | Inf | Inf | Inf | Rit | Inf | Inf | Inf | Inf | Inf | Inf | Inf | Inf |  |  |  |  | 0     |      |

| Legenda | 1º posto        | 2º posto            | 3º posto            | A punti      | Senza punti        | Grassetto – Pole position Corsivo – Giro più veloce |
| Legenda | Gara non valida | Non qual./Non part. | Ritirato/Non class. | Squalificato | '-' Dato non disp. | Grassetto – Pole position Corsivo – Giro più veloce |

### MotoE
| 2019 | Classe | Moto     |    |   |   |   |   |    |  |  | Punti | Pos. |
| ---- | ------ | -------- | -- | - | - | - | - | -- |  |  | ----- | ---- |
| 2019 | MotoE  | Energica | 13 | 9 | 4 | 7 | 7 | 10 |  |  | 47    | 8º   |

| Legenda | 1º posto        | 2º posto            | 3º posto            | A punti      | Senza punti        | Grassetto – Pole position Corsivo – Giro più veloce |
| Legenda | Gara non valida | Non qual./Non part. | Ritirato/Non class. | Squalificato | '-' Dato non disp. | Grassetto – Pole position Corsivo – Giro più veloce |